# Анаа
Анаа (фр. Anaa) — атолл в архипелаге Туамоту (Французская Полинезия) в 350 км к востоку от острова Таити.

## География
Имеет форму овала и состоит из 11 маленьких островков, или моту, окружающих мелководную лагуну. Естественные проходы в коралловом рифе отсутствуют. Длина Анаа составляет около 29,5 км, ширина — около 6,5 км. Почвы атолла по сравнению с другими островами Туамоту весьма плодородны. Площадь острова — 38 км².

## История
Остров был открыт в 1769 году английским путешественником Джеймсом Куком. В начале XIX века Анаа стал частью королевства Помаре. В 1850-х годах на острове развивалось производство копры и вылов жемчуга. До циклона 1878 года столица архипелага Туамоту находилась на острове Анаа. К середине XIX века численность населения атолла достигла почти 2 тысяч человек. Однако в ходе многочисленных столкновений между последователями католицизма и мормонами, а также интервенции французских войск население Анаа значительно сократилось.

## Административное деление
Острова Анаа, Фааите, Мотутунга и Таханеа образуют коммуну Анаа, которая входит в состав административного подразделения Туамоту-Гамбье.
| Остров / риф | Площадь суши, км² | Площадь лагуны, км² | Население, чел. (2007) | Административный центр |
| ------------ | ----------------- | ------------------- | ---------------------- | ---------------------- |
| Анаа         | 0.00038,00        | 0.000090,0          | 0.00461                | Тукухора               |
| Фааите       | 0.00008,87        | 0.000227,0          | 0.00366                | Хитианау               |
| Мотутунга    | 0.00001,38        | 0.000126,0          | 0.00—                  | —                      |
| Таханеа      | 0.00007,70        | 0.000522,5          | 0.00—                  | —                      |
| Коммуна Анаа | 0.00055,95        | 0.000965,5          | 0.00827                | Тукухора               |

## Население
В 2007 году численность населения Анаа составляла 461 человек. Крупнейшее поселение — деревня Тукухора (Tukuhora), также известная как Туахора, или Анаа.

## Экономика
Население в основном занимается рыболовством, производством копры, выловом жемчуга.

## Природные явления
На острове часто случаются тропические штормы. Крупнейшие произошли в 1878 (после которого столица была перенесена на Факараву) и 1906 годах.